# Calycopis partunda
Espèce
Calycopis partunda est un papillon de la famille des Lycaenidae, de la sous-famille des Theclinae et du genre Calycopis.

## Dénomination
Calycopis partunda a été décrit par William Chapman Hewitson en 1877 sous le nom initial de Thecla partunda.

### Nom vernaculire
Calycopis partunda se nomme Partunda Groundstreak en anglais.

## Description
Calycopis partunda est un petit papillon aux antennes et aux pattes cerclés de blanc et noir, avec deux fines queues à chaque aile postérieure. 
Le revers est beige clair avec un ocelle orange en position anale.

## Écologie et distribution
Calycopis partunda réside au Brésil et en Argentine,.

### Protection
Pas de statut de protection particulier.